# Thyrsopteridaceae
Famille
Les Thyrsopteridaceae sont une famille de fougères.

## Liste des genres
Selon GBIF (7 mars 2021) et IRMNG (7 mars 2021) :
- Thyrsopteris KunzeKunze, 1835 (29 espèces)
- †Thyrsopterorachis H.Nishida & M.Nishida, 1979